# 사카모토 후유미
사카모토 후유미(坂本冬美, 1967년 3월 30일~)는 일본의 가수 겸 배우이다.

## 경력
일본 와카야마현 가미톤다정에서 태어났다. 1985년 와카야마 현립 구마노 고등학교(和歌山県立熊野高等学校)를 졸업하였으며, 1986년 NHK《가치누키 가요천국(勝ち抜き歌謡天国)》와카야마 현 대회에서 우승하면서 작곡가 이노마타 고쇼(猪俣公章)의 제자가 되었다. 1987년 《날뛰는 북(あばれ太鼓)》으로 데뷔하여 히트하였으며, 이듬해인 1988년 발매한 《축하주(祝い酒)》 역시 히트하면서 《NHK 홍백가합전》에 첫 출연하였다.
《NHK 홍백가합전》에는 2016년까지 총 28회 출연하였으며, 1996년에는 여성팀의 마지막 무대를 장식하기도 하였다. 단 2002년 4월부터 2003년 3월까지 1년간 췌장염으로 인한 요양생활로 가수활동을 중단했던 탓에 2002년 《NHK 홍백가합전》에는 출연하지 못하였다.
엔카 가수로서의 활동 이외에도 1991년에는 일본의 록 가수인 이마와노 기요시로(忌野清志郎), 호소노 하루오미(細野晴臣)와 그룹 'HIS'를 결성하여 보컬리스트로 활동하기도 하였으며, 2009년에는 나카무라 아유미(中村あゆみ)가 작사, 작곡한 곡을 발매하기도 하였다. 또한 2003년 가수활동 재개 이후에는 로쿄쿠(浪曲) 가수인 후타바 유리코(二葉百合子)의 제자가 되어 로쿄쿠 창법을 배우기도 하였다.

## 작품

### 노래 (솔로곡)
- 《あばれ[2] 太鼓》(아바레 북, 1987년)
- 《祝い酒》(축하주, 1988년)
- 《男の情話》(남자의 정화, 1989년)
- 《能登はいらんかいね[3]》(노토에는 안 오실건가요, 1990년)
- 《火の国の女》(불의 나라의 여자, 1991년)
- 《恋は火の舞剣の舞》(사랑은 불의 춤 검의 춤, 1993년) - 호리우치 다카오(堀内孝雄) 작곡.
- 《夜桜お七》(밤 벚꽃 오시치, 1994년)
- 《蛍の提灯》(반딧불의 제등, 1996년)
- 《大志》(큰 뜻, 1998년)
- 《風に立つ》(바람에 서다, 1999년)
- 《風鈴》(풍경, 2000년)
- 《凛として》(늠름하게, 2001년)
- 《うりずん[4] の頃》(봄 무렵, 2002년)
- 《気まぐれ道中》(변덕스러운 여행길, 2003년)
- 《播磨の渡り鳥》(하리마의 철새. 2004년)
- 《ふたりの大漁節》(두 사람의 대어 타령, 2005년)
- 《羅生門》(라쇼몬, 2006년)
- 《雪国 ~駒子 その愛~》(설국 ~코마코 그 사랑~, 2007년)
- 《紀ノ川》(기노강, 2008년)
- 《アジアの海賊》(아시아의 해적, 2009년) - 나카무라 아유미(中村あゆみ) 작사, 작곡.
- 《また君に恋してる》(또 너를 사랑하고있어, 2009년) - 빌리 반반(ビリーバンバン)의 곡을 리메이크.
- 《ずっとあなたが好きでした》 계속 당신이 좋았습니다 - 2010년
- 《桜の如く》 벚꽃처럼 - 2011년
- 《おかえりがおまもり》 다녀왔어가 부적 - 2011년
- 《人時(ひととき)/こころが》 사람·시간, 마음이 - 2012년
- 《男の火祭り》 남자의 불축제 - 2013년
- 《風うた》 바람노래 - 2014년
- 《北の海峡/愛の詩》(북쪽의 해협, 사랑의시 2016년) - 30주년 기념 앨범
- 《女は抱かれて鮎になる》 여자는 안겨서 은어가 된다. - 2016년

### 노래 (프로젝트곡)
- 《夜空の誓い》(밤하늘의 맹세, 1991년)
  - 이마와노 기요시로(忌野清志郎), 호소노 하루오미(細野晴臣)와 함께 그룹 'HIS' 명의로 발매.
- 《心の糸》(마음의 끈, 1995년)
  - 한신 대지진 구호기금 마련을 위해 발매. 고자이 가오리(香西かおり), 고다이 나쓰코(伍代夏子), 나가야마 요코(長山洋子), 후지 아야코(藤あや子)와 함께 부른 곡.

### 드라마
- 《女無法松 小夏の恋》(여자 무호마쓰 고나쓰의 사랑, 1992년, TBS)
- 《炎立つ》(불꽃이 서다, 1993년, NHK) - 후지와라노 기요히라의 아내 역.
- 《遠山金志郎美容室》(도야마 긴시로 미용실, 1994년, 니혼테레비)
- 《がんばりや!~平成どてらい女~》(힘내라!~헤이세이 대단한 여인~, 1997년, TV 오사카)
- 《ラブ・ジャッジ》(사랑 심판원, 2004년, TBS)
- 《里見八犬伝》(사토미핫켄 전, 2006년, TBS)
- 《夜桜お七殺人事件》(밤 벚꽃 오시치 살인사건, 2006년, TV 아사히)
- 《浅草ふくまる旅館》(아사쿠사 후쿠마루 여관, 2007년, TBS)

### 영화
- 《のど自慢》(노래자랑, 1997년) - 가수 사카모토 후유미 역
- 《용과 주근깨 공주 (竜とそばかすの姫)》(2021년) - 오쿠모토씨 역

## 수상 경력
- 1990년 《제32회 일본 레코드 대상》미소라 히바리상
- 1991년 《상하이 아시아 음악제》그랑프리
- 1991년 《제33회 일본 레코드 대상》최우수가창상, 작사상
- 1992년 《제34회 일본 레코드 대상》앨범상
- 1994년 《제36회 일본 레코드 대상》작품상
- 1996년 《제38회 일본 레코드 대상》우수작품상, 작사상
- 2001년 《제34회 일본작사대상》대상
- 2005년 《제38회 일본작사대상》우수상
- 2007년 《제40회 일본작사대상》우수상
- 2008년 와카야마현 가미톤다정 특별공로상